# Pitcairnia kroemeri
Pitcairnia kroemeri är en gräsväxtart som beskrevs av Hans Edmund Luther. Pitcairnia kroemeri ingår i släktet Pitcairnia och familjen Bromeliaceae.
Artens utbredningsområde är Bolivia. Inga underarter finns listade i Catalogue of Life.